# Ofloksacyna
Ofloksacyna – organiczny związek chemiczny, chemioterapeutyk z grupy fluorochinolonów wykazujący aktywność głównie wobec bakterii Gram-ujemnych, lecz o nieco słabszym działaniu od cyprofloksacyny. Wykazuje natomiast silne działanie w stosunku do bakterii z gatunku Chlamydia, co umożliwia stosowanie jej w zakażeniach miednicy mniejszej przez Chlamydia trachomatis. Nie wykazuje toksycznego działania na wątrobę, co odróżnia ją od większości chinolonów.

## Stosowanie w ciąży
Kategoria C. Ofloksacyna przenika do pokarmu kobiecego. Nie stosować w okresie ciąży i karmienia piersią.

Przeczytaj ostrzeżenie dotyczące informacji medycznych i pokrewnych zamieszczonych w Wikipedii.